# Лола Йънг
Лола Йънг (на английски: Lola Emily Mary Young) е британска певица и текстописец от Лондон. Известна е с кавъра си на песента Together in Electric Dreams, както и със сингъла си Messy, който натрупва популярност от TikTok и се изкачва до номер едно в класацията „Ю Кей Сингълс Чарт“.
През 2024 година участва в песента Like Him на Tyler, The Creator от албума му Chromakopia.
Йънг е номинирана многократно за музикални награди, сред които е категорията Rising Star на наградите „Брит“ през 2021 година и Best Pop Act през 2025.
Израства в Бекенхам, Голям Лондон, като баща ѝ е с ямайски и китайски корени, а майка ѝ е англичанка. Доведеният ѝ баща, който е басист, както и нейната майка подпомагат музикалния ѝ талант. Леля ѝ е писателката Джулия Доналдсън. Лола започва да свири на пиано и китара на шестгодишна възраст, а с писането на текстове започва на 11.
На 17 години е диагностицирана с шизоафективно разстройство.

## Дискография

### Студийни албуми
- My Mind Wanders and Sometimes Leaves Completely (2023)
- This Wasn't Meant for You Anyway (2024)

### Миниалбуми
- Renaissance (2020)
- After Midnight (2021)